# Vincenc Brandl

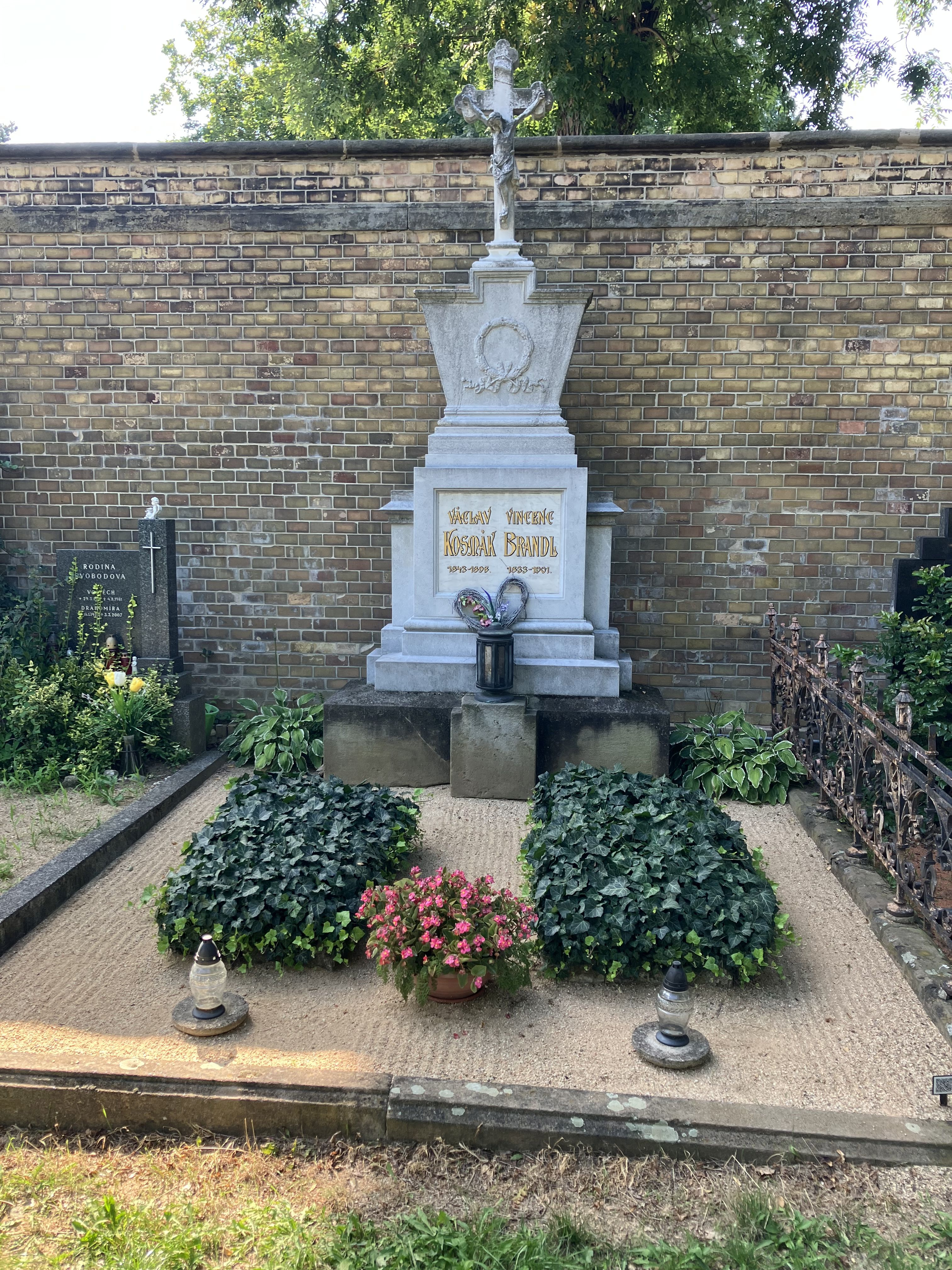
Hrob Vincenta Brandla

Vincenc Brandl (5. dubna 1834 Staré Brno – 26. prosince 1901 Brno) byl moravský historik a zemský archivář, který se zabýval moravskými dějinami, místopisem a národopisem. Připravoval kritická vydání historických pramenů, psal studie o právní historii Českého království a životopisy osobností. Aktivně se podílel na probouzení národního povědomí na Moravě a na činnosti českojazyčných spolků v Brně. Zasedal také v moravském zemském sněmu. Patřil k vlivným vědcům, byl oceňovaný pro mnohostrannou a hlubokou vzdělanost, objektivitu i vlastenectví.

## Život
Pocházel z chudých poměrů, jeho rodiče pracovali ve službách augustiniánského kláštera. V mládí měl na něj vliv učitel František Matouš Klácel. Po studiích na Stavovské akademii v Brně a studiu práv na vídeňské univerzitě (obojí ukončil v r. 1853) absolvoval v letech 1856–1857 historicko-filologický seminář. Poté učil nejprve na německém gymnáziu v Brně, v letech 1857–1861 pak na městském reálném gymnáziu ve Starém Brně. V té době uveřejnil své první odborné studie, psané německy. Významně na sebe upozornil roku 1860, kdy vyvracel názor historika Bedy Dudíka, podle něhož byl Velehrad bájným, nikoliv skutečným centrem Velkomoravské říše. Podle Brandla se historický Velehrad nacházel blízko toho moderního, v místě dnešního Starého Města u Uherského Hradiště. Dudík toto stanovisko přijal.
Roku 1861, po smrti Josefa Chytila, byl Brandl jmenován moravským zemským archivářem. Tuto funkci vykonával téměř 40 let, do roku 1899. Pod jeho vedením se archiv stal střediskem vědy i národního života. Probíhala zde setkání vědců, literátů, studentů i buditelů. Kriticky se rozebírala literatura a politika, domlouvaly akce na zvyšování národního uvědomění mezi obyvatelstvem.
Byl členem mnoha sdružení (např. Čtenářského spolku, Spolku pro vydržování české obchodní školy v Brně nebo Musejního spolku tamtéž, jehož byl předsedou), v roce 1864 byl zvolen tajemníkem Matice moravské, roku 1869 se stal členem Královské české společnosti nauk a od roku 1890 České akademie věd a umění. V letech 1865–1868 byl poslancem moravského zemského sněmu. Poslanecký slib skládal v únoru 1867 v češtině. Roku 1886 byl navržen za kandidáta pro volby do říšského sněmu, ale kandidatury se vzdal.
Brandl jako historik byl samoukem, ale nedostatek formálního vzdělání nahradil pílí a vytrvalostí. Zastával konzervativní postoje, blízké staročechům, v politice i náboženství, ale měl toleranci pro jiné názory. Současníci ho uznávali pro mnohostrannou a hlubokou vzdělanost, rozsáhlou vědeckou a publikační práci, důraz na pravdivost a objektivitu, přátelské vystupování, skromnost a vlídnost. Byl mimořádně výkonný a produktivní, šetřil s časem, ale pro své přátele a spolupracovníky si jej vždy našel. Svými znalostmi a objektivním přístupem si získal respekt i mezi Němci.
Poslední léta života pro něj byla těžká — zemřela mu manželka (velmi tolerantní Němka) a nakonec byl nucen vzdát se vědecké práce kvůli oční chorobě. Na odpočinku pak trávil většinu času v brněnském klášteře. Zemřel náhle a byl pohřben na brněnském Ústředním hřbitově, sk. 28/hr. 89-90.

## Dílo
Jako student psal německé a české básně. Část z nich byla objevena až ve 20. letech 20. století v brněnském archivu. Jejich umělecká úroveň nebyla vysoká a sám Brandl se k nim v pozdějších letech stavěl kriticky. Pozoruhodná byla v tomto směru nevydaná německá báseň Der letzte Mönch im Kloster, v níž vyslovil svou nechuť stát se knězem a odpor k přísnému klášternímu životu — názory, od nichž v pozdější době přešel k náboženskému konzervatismu.
K jeho nejvýznamnějším pracím patří dějepisné studie, kritická vydání historických dokumentů, zejména týkajících se právního řádu Českého království, a životopisy několika osobností.
- Handbuch der Mährischen Vaterlandskunde, Brünn 1860
- Welehrad, Brünn 1860 [13]
- Mähren unter König Johann von Böhmen in der Jahren 1311-1318 (1861) [14]
- Poloha Starého Velehradu (1862)
- Kniha pro každého Moravana] (1863), národopisná a místopisná publikace pro širokou veřejnost, vydaná u příležitosti tisícího výročí příchodu Cyrila a Metoděje, s cílem podpořit národní a historické povědomí.[15] [16]
- Sněm držaný léta 1612 (1864), první z řady spisů věnovaných odkazu Karla staršího ze Žerotína
- Urkundenbuch der Familie Teufenbach (1867) [17]
- Kniha Drnovská (1868), kritické a poznámkami opatřené vydání historických záznamů ze 16. století
- Kniha Tovačovská, aneb Pana Ctibora z Cimburka a z Tovačova Pamět obyčejů, řádů, zvyklostí starodávných a řízení práva zemského v Mar. Mor. (1868) [18]
- Libri citationum et sententiarum, seu, Knihy půhonné a nálezové (řada svazků po r. 1872)
- Kritická úvaha o pojednání Alfonsa Šťastného „Ježíš a jeho poměr ku křesťanství" (1873) [19]
- Kritická úvaha o pojednání Alfonsa Šťastného o spasení po smrti (1873), argumentace proti tvrzením padařovského sedláka a propagátora ateismu Alfonse Šťastného. Brandl varuje, že materialismus bez naděje na posmrtný život otevírá cestu anarchii, násilí a zločinu, jak ukázala krátce předtím Pařížská komuna.[20] [21]
- Glossarium illustrans bohemico-moravicae historiae fontes (1876), slovník staročeských výrazů, vyskytujících se v historických dokumentech
- Carmen, quod in solemnia semisaeculeria patrii poetae Johanis Soukup (1876) [22]
- Kniha Rožmberská (1878), kritické a komentované vydání nejstarší památky slovanského práva v Čechách, pocházející z doby před rokem 1300. Brandl tuto knihu zpřístupnil studentům a badatelům, kteří nemohli nebo nechtěli studovat historické archivní materiály.[23]
- Obrana Libušina soudu (1879, předtím na pokračování v Moravské orlici 1878) — Studie, v níž Brandl na základě jazykovědných argumentů vyvrací tvrzení profesora Šembery, že Rukopis zelenohorský je novodobý padělek.[24] Pozdějších Sporů o Rukopisy se ale už neúčastnil.[4] [25]
- Vzpomínky (1882)
- Život Josefa Dobrovského (1883), životopis významného jazykovědce, oceňovaný pro svou podrobnost a objektivitu, s důrazem na každodenní život a kladné i záporné vlastnosti. Mimo jiné tu na dopisech dokládá duševní poruchu, kterou Dobrovský ke konci života trpěl.[26]
- Život Pavla Josefa Šafaříka (1887)
- Život Karla Jaromíra Erbena (1887), ve své době oceňovaný,[27] ale již se zde projevuje jistý úpadek — Brandl např. nedocenil jeho Kytici a sbírku pohádek.[4]
- Historische Notizen über Lulč, Habrovan und Hobitschau (1893) [28]

Vydal moravské památky právního charakteru z doby předbělohorské (např. Kniha tovačovská, Kniha drnovská), sněmovní památky, zemské půhony a nálezy, moravský diplomatář, spisy Karla staršího ze Žerotína a biografie Karla Jaromíra Erbena, Josefa Dobrovského či Pavla Josefa Šafaříka. Patřil k zastáncům pravosti Zelenohorského rukopisu.